# Gare de Lille-Europe
Ne doit pas être confondu avec Gare de Lille-Flandres.
« Gare Lille-Europe » redirige ici. Pour la station de métro, voir Gare Lille-Europe (métro de Lille).
La gare de Lille-Europe est une gare ferroviaire française de la ligne à grande vitesse de Fretin à Fréthun, située en bordure du centre-ville de Lille, ville centre de la Métropole européenne de Lille, préfecture du département du Nord et de la région Hauts-de-France.
Elle est mise en service en 1994, lors de l'ouverture de la ligne à grande vitesse (LGV). Elle est la deuxième gare de la ville, pour le trafic voyageurs, après sa voisine la gare de Lille-Flandres.
Gare de la Société nationale des chemins de fer français (SNCF), elle est desservie par l'Eurostar, des TGV inOui et des TERGV. Elle permet des correspondances avec la station de métro Gare Lille-Europe.

## Situation ferroviaire

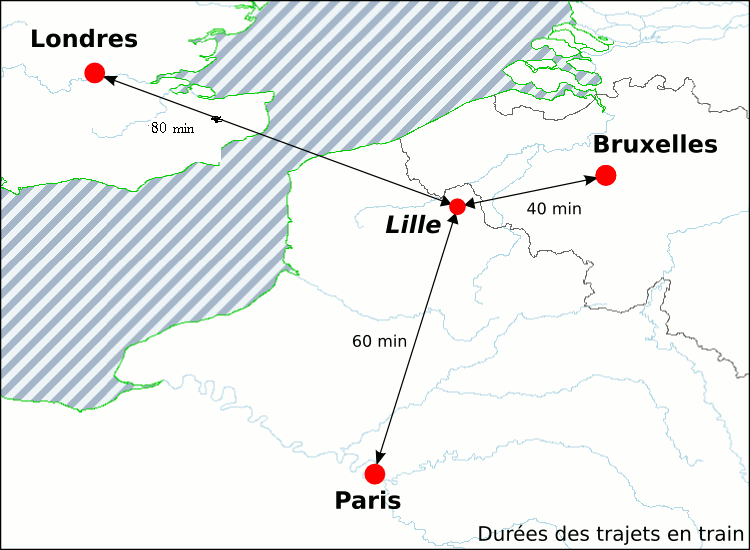
Durée des trajets en train depuis Lille : Paris, Bruxelles et Londres.

Établie à 13 mètres d'altitude, la gare est située au point kilométrique (PK) 11,741 de la ligne de Fretin à Fréthun (LGV Nord – branche de Calais), dans la tranchée couverte de Lille, dont la longueur est de 2 600 mètres.
Contrairement à la gare historique, renommée Lille-Flandres, Lille-Europe est une gare de passage, sans voie en impasse. Elle est équipée de deux quais centraux, desservant quatre voies déviées. Les deux voies centrales, parcourables jusqu'à 220 km/h et dépourvues de quai, servent au transit des trains ne marquant pas d'arrêt (en l'occurrence des Eurostar, notamment tous ceux effectuant la liaison Paris – Londres).
Au cœur d'un triangle ferroviaire de lignes reliant les trois capitales que sont Londres, Bruxelles et Paris, la gare constitue un hub entre TGV européens.

## Histoire

### Origine
L'arrivée du chemin de fer à Lille provoque déjà une multitude de débats, qui restent néanmoins dans le cadre local de la ville, lorsqu'une première gare, dénommée débarcadère, est établie en 1842 à Fives, un des faubourgs extra-muros ayant été urbanisés récemment, du fait de la saturation de la ville intra-muros, afin de satisfaire l'insistance des militaires pour conserver l'intégrité des fortifications.

La gare en impasse de Lille, vers 1900.

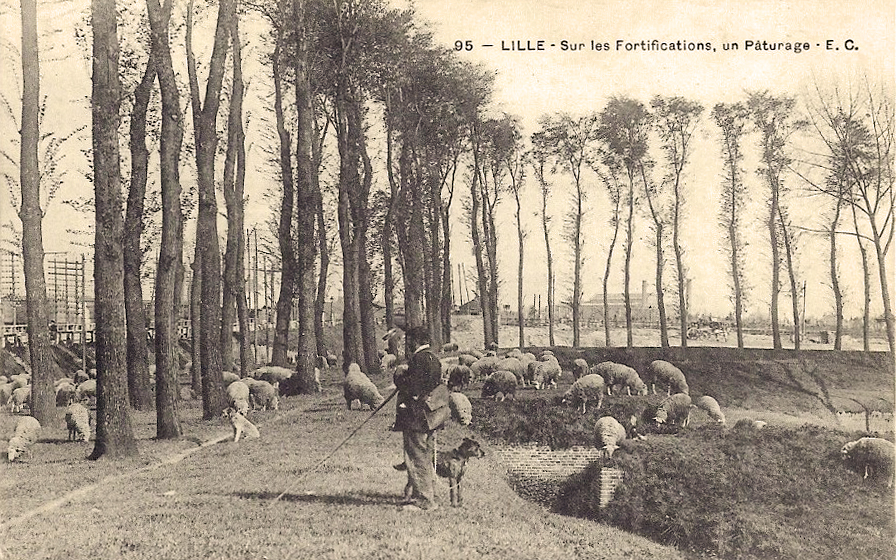
Pâturage dans l'espace non ædificandi des fortifications, vu dans les années 1900.

Les tensions entre différents groupes vont rapidement redevenir d'actualité avec le choix de l'emplacement de la gare pour la ligne permettant les relations avec Paris. Les commerçants, les industriels, la municipalité et la compagnie sont partisans d'une gare intra-muros, alors que les militaires et de nombreux propriétaires, inquiets d'être expropriés, sont opposés à ce projet. Néanmoins, la gare en impasse de Lille (aujourd'hui Lille-Flandres) est construite dans le centre-ville, avec une percée de l'enceinte fortifiée pour laisser le passage à la ligne. Mais la ville reste dans ses murs, et les espaces nécessaires à la défense sont protégés, comme les militaires le souhaitent, par des zones catégorisées « espace militaire non ædificandi ». Cependant, dès 1880, le projet d'Alfred Mongy propose une réaffectation de ces espaces pour y installer une gare de passage. Le projet n'aboutit pas, mais le débat est rouvert. Par ailleurs, la ville fortifiée s'élargit vers le sud, par l'annexion de faubourgs et le réaménagement d'une enceinte, ce qui n'empêche pas la création, dans ce nouvel espace intra-muros, d'une gare en impasse pour les marchandises (Saint-Sauveur).
Le changement majeur vient du déclassement de la place forte en 1919. Cela permet la destruction des murs et rend caduque la servitude militaire de non ædificandi de ces espaces. Des perspectives sont ainsi ouvertes pour des projets de restructuration du centre, en utilisant les grands espaces laissés vides par la destruction des remparts. Certains réactivent l'idée de création d'une gare de passage, mais les moyens financiers manquent pour passer à sa réalisation. Puis, dans les années 1950, c'est finalement la gare d'origine qui est agrandie, son accessibilité étant en outre améliorée par l'agrandissement de la place des Buisses ; la « nodalité » du quartier est renforcée, avec un héliport (desservi par le réseau d'hélicoptères de la Sabena) et des aménagements routiers. En 1960, un nouveau projet de gare de passage, dû à Théodore Leveau, ne réussit pas non plus à aboutir, bien que le problème ne soit plus celui d'une ville dans ses murs, mais plutôt d'une future métropole s'adaptant au développement de l'automobile.

### Gare de passage en centre-ville

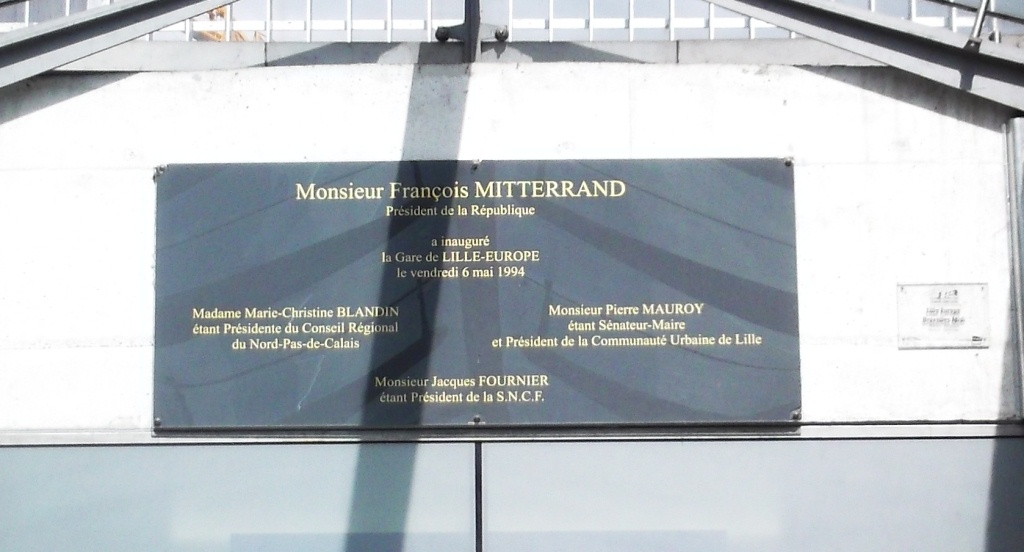
Plaque commémorative de la cérémonie d'inauguration.

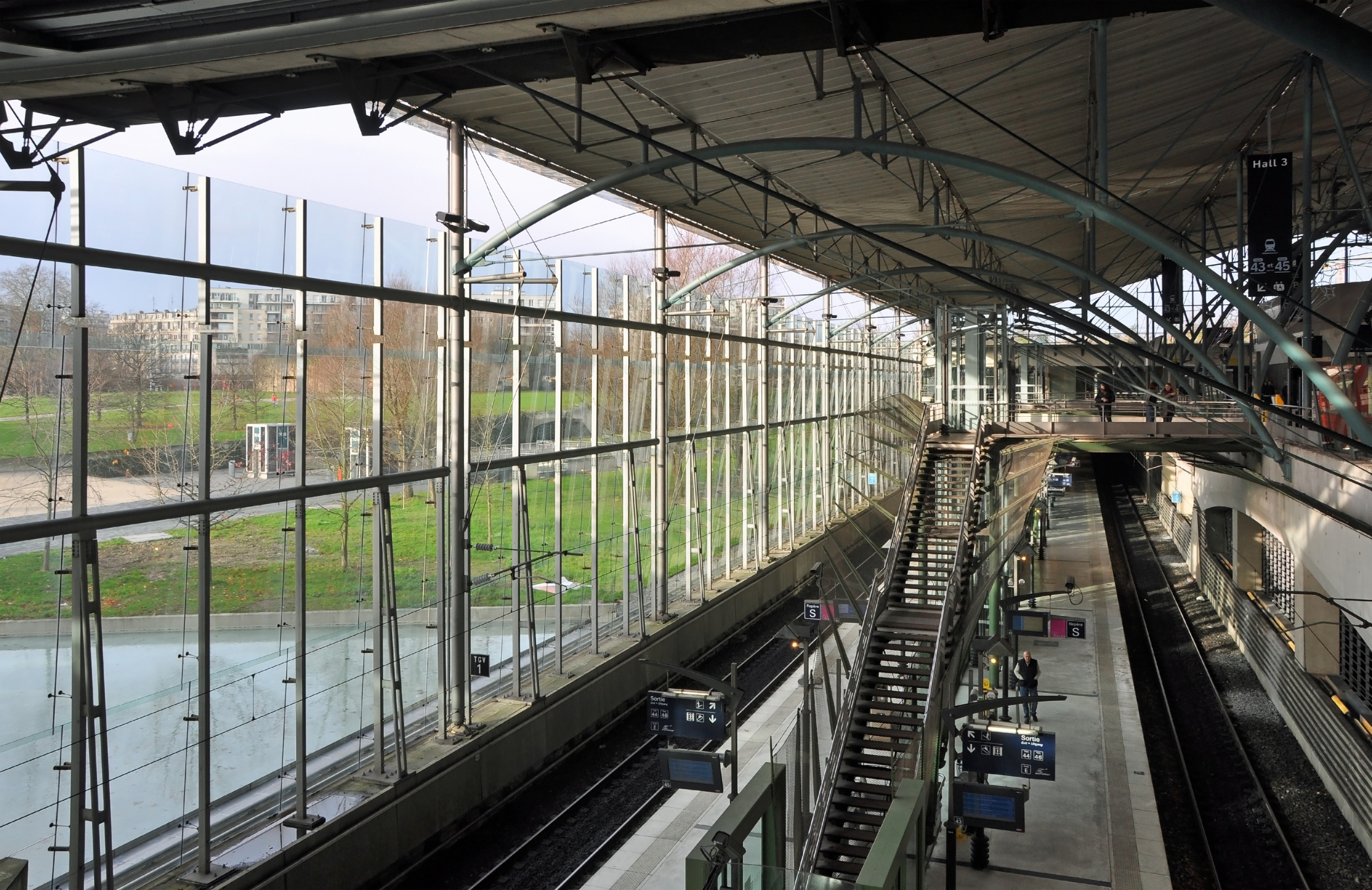
Vue sur les structures intérieures de la gare.

La gare urbaine de Lille-Europe a été imposée par l'association « Gare TGV à Lille », emmenée par le maire Pierre Mauroy, contre les vœux de la SNCF qui souhaitait créer une gare en rase campagne ; elle est ainsi la seule gare nouvelle du réseau français de lignes à grande vitesse à être établie en centre-ville. Conçue par l'architecte Jean-Marie Duthilleul, elle a été inaugurée le 6 mai 1994 par François Mitterrand, alors président de la République.
D'une architecture très contemporaine (bétons légers, baies vitrées, bois), elle est intégrée dans Euralille, ensemble tertiaire développé à ses abords (en outre, les tours de Lille et Lilleurope, ainsi que le viaduc Le Corbusier, surplombent la gare), en bordure du périphérique. Elle est parfois surnommée la « gare aux courants d'air », car ses ouvertures apportent une circulation d'air importante ; en effet, leur fonction est de permettre l'évacuation de l'air poussé par les trains passant rapidement sur les voies centrales,. Son toit, en forme de vague suspendue, sert de pare-feu protégeant les deux tours précitées (une troisième est en projet), en cas d'incendie dans la gare. Par ailleurs, la proximité de la nappe phréatique empêche l'évacuation correcte des eaux pluviales lors de fortes précipitations, ce qui représente un risque d'inondation de la gare ; ainsi, des drains sont installés à un mètre sous les voies, et nécessitent un entretien annuel en raison de l'accumulation par endroits importante de calcaire.
Des travaux de rénovation, pour un coût de 14 millions d'euros, débutent en 2018 et sont prévus pour durer deux ans ; ils consistent notamment en l'aménagement des deux mezzanines (déjà existantes mais inoccupées), se traduisant par la création de commerces supplémentaires, et, par ailleurs, la réduction du phénomène de courants d'air.
Du 26 mars au 11 mai 2020, la gare est fermée en raison des mesures prises pour lutter contre la pandémie de Covid-19. En effet, le faible trafic ferroviaire alors maintenu utilise uniquement la gare de Lille-Flandres.

## Fréquentation
En 2023, selon les estimations de la SNCF, la fréquentation annuelle de la gare est de 6 721 133 voyageurs. Ce nombre s'élève à 6 056 899 en 2022, 4 337 868 en 2021, à 3 303 176 en 2020, à 7 754 675 en 2019, à 7 696 028 en 2018, 8 314 520 en 2017, 7 780 562 en 2016 et 7 846 574 en 2015.
Les navetteurs, vers Paris et Bruxelles, sont majoritaires aux heures de pointe.

## Service des voyageurs

### Accueil
Les guichets sont ouverts tous les jours de 6 h 30 à 20 h ; toutefois, la vente des titres de transport Eurostar est ouverte tous les jours de 8 h 30 à 21 h 30.
Un salon « Grand Voyageur », ouvert tous les jours, est situé dans le Hall 3. Il est accessible aux détenteurs de la carte « Grand Voyageur Plus » et « Grand Voyageur Le Club ». Café et journaux gratuits y sont proposés.
La gare est en outre équipée d'une douane dans le Hall 4, réservée aux passagers du service Eurostar à destination de Londres,. En effet, lors de la desserte de ce type de train en direction du Royaume-Uni (pays non membre de l'espace Schengen), les accès au quai de la voie concernée (43 ou 45) sont condamnés, à l'exception de celui ouvert après le passage des contrôles.

### Desserte
La gare est desservie par :

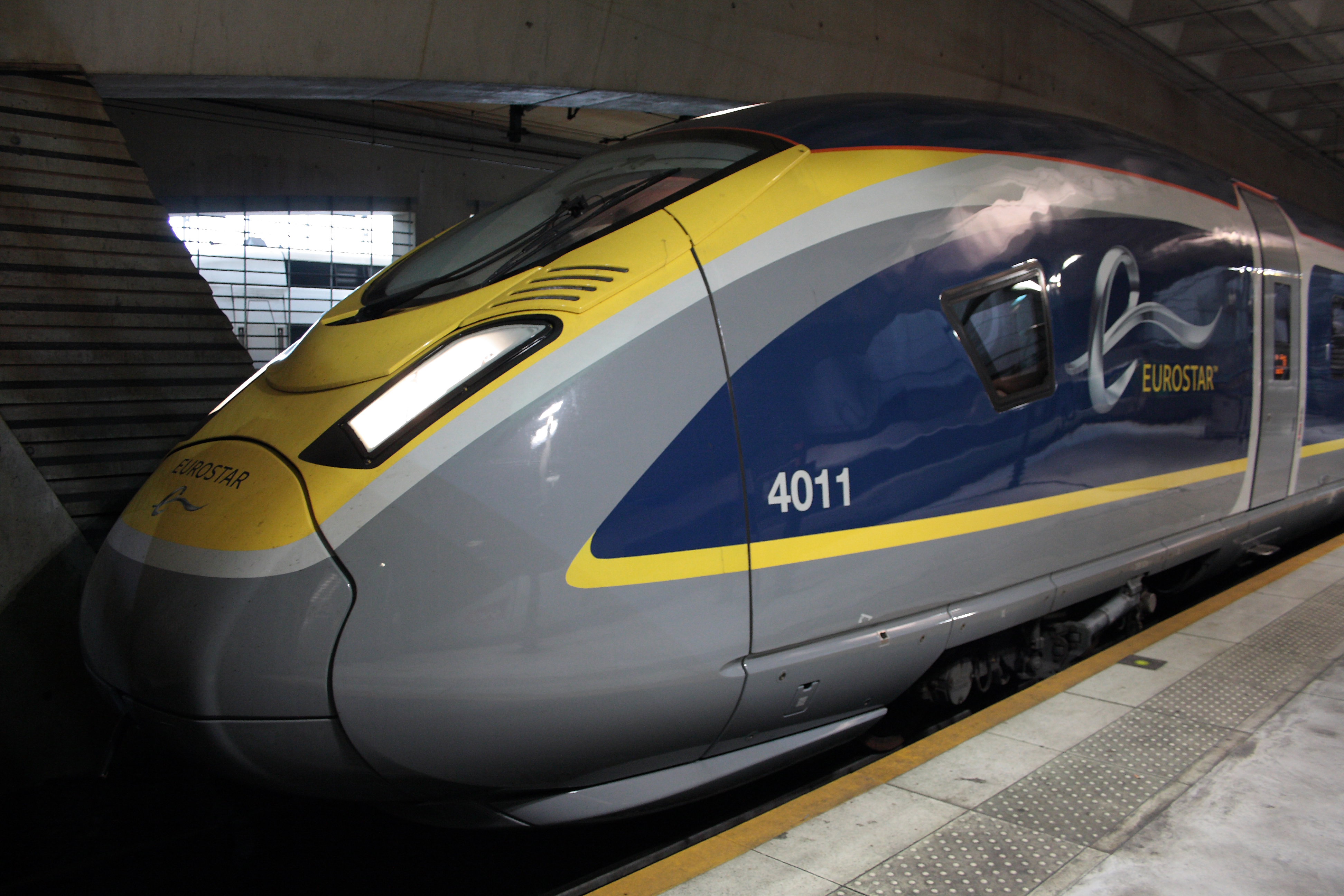
Rame Eurostar e320, stationnée en gare.

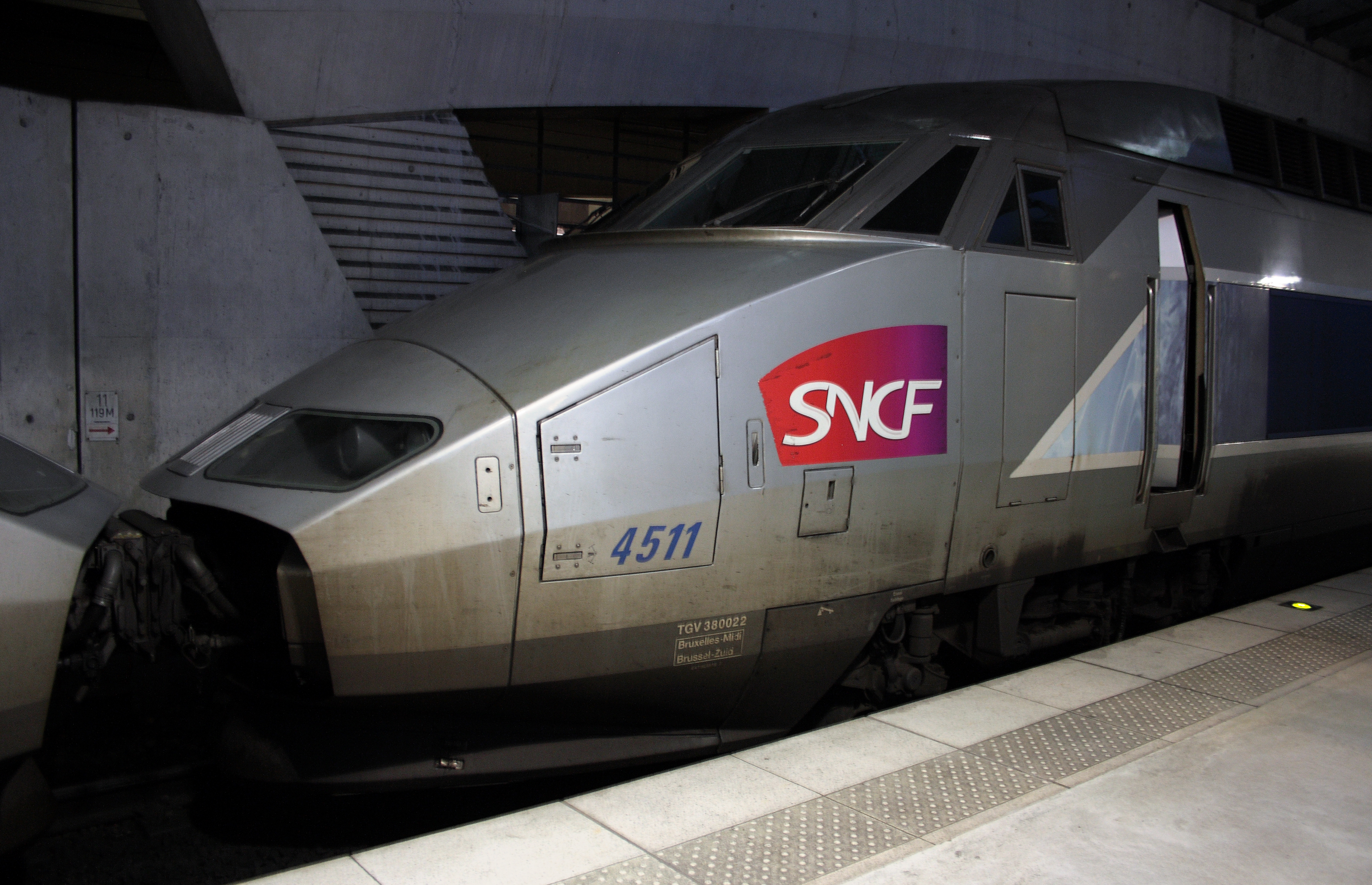
Un TGV à quai.

- les Eurostar transitant par Lille, à destination ou en provenance de Londres, Bruxelles et Amsterdam (liaisons uniquement internationales, c'est-à-dire que les voyageurs ne peuvent pas faire de trajet au sein d'un même pays, même lorsque les arrêts intermédiaires des trains le permettent). En hiver, une correspondance avec Bourg-Saint-Maurice est effectuée en gare (depuis ou vers Londres) ;
- les TGV inOui assurant les relations de Rang-du-Fliers, Étaples, Boulogne-sur-Mer, Calais, Dunkerque ou Lille à Paris, via Arras ;
- les TGV inOui assurant des liaisons province – province (contournant Paris), à destination ou en provenance de Bruxelles, Rennes, Nantes, Bordeaux, Lyon, Montpellier, Perpignan, Marseille, Strasbourg, etc. (il est ainsi possible d'aller directement dans la plupart des villes françaises desservies par le TGV selon les arrêts au cours des trajets, certaines d'entre elles n'étant accessibles que le week-end ou à certaines périodes de l'année, comme Saint-Gervais-les-Bains-Le Fayet) ;
- tous les TERGV, pour la plupart assurés par les rames TGV inOui en provenance ou à destination de Paris ; des circulations spécifiques au service TERGV existent toutefois, notamment pour desservir Amiens.

### Intermodalité

Accès à la station de métro Gare Lille-Europe.

Un parc pour les vélos et des parkings sont aménagés à proximité de la gare. Elle dispose de deux dépose-minute, d'une station de vélos en libre-service (V'Lille), d'un accès à un service d'autopartage, d'un bureau de location de voitures (avec un parking spécifique), et d'une station de taxis. En outre, un service de voiture de transport avec chauffeur (VTC) est disponible.
La gare est desservie par les transports en commun urbains de Lille — Ilévia —, qui ont :
- un accès, par le bâtiment voyageurs, à la station de métro Gare Lille-Europe (implantée sur la ligne 2) ;
- une station de tramway souterraine, où passe le tronc commun des lignes R et T ;
- des arrêts permettant de prendre les autobus des lignes : L5, L90, L91 et L91 Express (Lianes), 50, 51, 86, 88 et N1 (ligne de nuit).

Par ailleurs, plusieurs autocaristes (BlaBlaCar Bus, FlixBus et Flibco — navettes vers les aéroports de Bruxelles et de Charleroi) desservent les abords de la gare (arrêts situés le long des boulevards de Leeds et de Turin).